# Happy Ending (Lied)
Happy Ending ist ein Lied, das von Joe Jackson im April 1984 als zweite Single aus seinem Album Body and Soul veröffentlicht wurde. Der Song wurde von Jackson geschrieben und als Duett mit Elaine Caswell aufgenommen. Happy Ending erreichte Platz 58 in den UK Singles Chart und Platz 57 in den US Billboard Hot 100.

## Hintergrund
In einem Interview sprach Jackson 1984 über das Lied:

„Ich mochte immer die Idee, ein Duett zu machen, ich mochte immer die Idee, dass zwei Stimmen gegeneinander antreten. Ich hatte die Idee, dass, wenn ich [ein Duett] machen würde, es ein klassisch klingender Song sein sollte, es sollte wie ein 60er Jahre Pop, ein Junge-und-Mädchen-Duett klingen, aber aus einer 80er Jahre Perspektive, und ich denke, das ist es, was dieser Song ist. Auf den ersten Blick klingt er wie ein fröhlicher Popsong, in dem es um 'oh yeah, we’re in love' und all diese Dinge geht, aber in Wirklichkeit steckt eine Menge Zynismus und Desillusionierung darin. Er vergleicht die Beziehung mit einem Film. Es ist so, als würde man sagen: "Nun ja, in Filmen gibt es keine Happy Ends mehr, die Leute sind misstrauisch gegenüber Filmen mit einem Happy End". Die Leute scheinen genauso über Beziehungen zu denken, und darum geht es in dem Song, und ich habe versucht, ihn noch ergreifender wirken zu lassen, indem ich ihn als Duett von einem Jungen und einem Mädchen gesungen habe.“

## Rezeption

### Rezensionen
Die Bury Free Press gab dem Song eine Bewertung von 7,5 von 10 Punkten und kommentierte: „Attraktives männliches/weibliches Gesangssparring in einem eingängigen Song, auch wenn sie es eilig zu haben scheinen, das Ende zu finden“. Billboard beschrieb Happy Ending als „Uptempo-Pop“, der sich „in der Mitte zwischen dem spontan klingenden R&B von You Can’t Get What You Want und der präzisen Handwerkskunst von Jacksons Night-and-Day-Hits befand.“ David Okamoto von der Tampa Tribune meinte, dass der Song es verdient hätte, ein Hit zu werden und beschrieb ihn als „wundervoll leeres Junge-trifft-Mädchen-Liebeslied in der Tradition der 60er Jahre“.
In einer Rezension von Body and Soul bemerkte Steve Pond von der Los Angeles Times, dass der Song „in einem ansteckenden Tempo daherkommt und dabei Anklänge an die Ronettes erkennen lässt.“ Eleni P. Austin von der Desert Sun lobte das „Killer-Tenorsax-Solo“ des Songs, „das in einen kompletten Bläserknall übergeht“. Sie fügte hinzu: „Caswells Stimme ähnelt ein wenig der von Ronnie Spector und passt sehr gut zu Jacksons gehauchtem Gesang“.

### Chartplatzierungen
| ChartsChartplatzierungen       | Höchstplatzierung | Wochen |
| ------------------------------ | ----------------- | ------ |
| Vereinigte Staaten (Billboard) | 57 (8 Wo.)        | 8      |
| Vereinigtes Königreich (OCC)   | 58 (5 Wo.)        | 5      |